# Mrzentsi
Mrzentsi (en macédonien Мрзенци) est un village du sud-est de la Macédoine du Nord, situé dans la municipalité de Guevgueliya. Le village comptait 461 habitants en 2002.

## Démographie
Lors du recensement de 2002, le village comptait :
- Macédoniens : 458
- Serbes : 1
- Valaques : 1
- Autres : 1